# Smittium naiadis
Smittium naiadis är en svampart som beskrevs av Strongman & S.Q. Xu 2006. Smittium naiadis ingår i släktet Smittium och familjen Legeriomycetaceae.   Inga underarter finns listade i Catalogue of Life.